# Lista simptomelor medicale
- Abdomen acut (durere abdominala)
- Accelerarea frecvenței respiratorii
- Acufene
- Afazie
- Ageuzia
- Alopecie
- Amenoreea
- Amețeală
- Amnezie
- Amorțeală limbă
- Amorțeală
- amorțirea degetelor
- Anemie
- Anomalii ale pupilelor
- Anorexie
- Anosmie
- Anurie
- Anxietate
- Apatie
- Apnee de somn
- Ariditate vaginală
- Aritmie cardiacă
- Arsura la stomac
- Artralgie
- Artralgie la cot
- Artralgie umăr
- Ascită
- Ataxie
- Atrofie musculară
- Balonare
- Blefaroptoză
- Blefarospasm
- Borborism
- Cașexie
- Catatonie
- Chemozis
- Cianoză
- Ciclu menstrual neregulat
- Claudicație intermitentă vasculară
- Coccigodinie
- Cocoașă
- Colorarea pielii
- Confuzie
- Conjunctivită
- Constipație
- Consum excesiv de lichide
- Convulsie
- Coșmar
- Crampe menstruale (dismenoree)
- Crampe musculare
- Deformările piciorului
- Delir
- Demență
- Depigmentarea pielii
- Depresie
- Descuamarea pielii
- Deviere laterală a coloanei vertebrale
- Diaree
- Dificultate a vorbirii
- Dificultate în respirație
- Dificultate în respirație
- Dificultate la înghițit
- Diplopie
- Disgeuzia
- Dispepsie
- Durere a penisului
- Durere cervicală
- Durere cronică
- Durere de cap
- Durere de dinți
- Durere de gât
- Durere de ochi
- Durere de spate
- Durere de urechi
- Durere în piept
- Durere în timpul raportului sexual
- Durere la nivelul degetelor piciorului
- Durere la nivelul șoldului
- Durere la urinare Durere pelvină la femei
- Durere perinealăDurere precordială
- Durere toracică asociată cu respirația
- Durerea abdominală cronică
- Durerea de călcâi
- Durerea de sân
- Durerea facială
- Durerea membrului inferior
- Durerea membrului superior
- Durerea rectală
- Dureri generalizate
- Dureri vaginale
- Echimoză
- Ecolaliă
- Eliminare involuntară de urină
- Eliminare necontrolată de materii fecale
- Emfizemul subcutanat
- Emisie involuntară de urină
- Epistaxis
- Epuizare
- Erecție prelungită, dureroasă
- Erupție cutanată
- Euforie
- Expectorație cu sânge
- Febră
- Febra acută
- Febra fânului
- Feminizarea
- Ficat mărit
- Formațiune axilară
- Fotofobie
- Frigiditate
- Frison
- Galactoree
- Ganglioni limfatici măriți
- Ginecomastie
- Greață
- Hematemeză
- Hematurie
- Hemipareză
- Hemoragie rectală
- Hemoragii uterine disfuncționale
- Hemospermie
- Heterocromia oculară
- Hiperhidroză
- Hiperpigmentarea bucală
- Hipersalivație
- Hipersomnie
- Hipertensiune arterialăHipotensiune arterială cronică
- Hipotermie
- Hipotonie
- Hirsutism
- Icter
- Impotență
- Indigestie
- Infertilitate
- Inflamație sau leziune a penisului
- Insomnie
- Întârziere în dezvoltare
- Ipohondrie
- Labilitate emoțională
- Lăcrimare în exces
- Leșin
- Limba albicioasă
- Limba păroasă
- Limba umflată
- Luarea în greutate
- Mâini reci
- Mâncărime anală
- Mâncărime vulvară
- Mâncărimi pe tot corpul
- Mastodinia
- Mătreața
- Metroragia
- Micțiuni frecvente
- Mirosul anormal al urinei
- Mișcări coreice
- Modificări ale unghiilor
- Monoplegia
- Nas înfundat
- Nictalopia
- Nicturie
- Nistagmus
- Noduli mamari
- Oboseala musculară
- Opistotonus
- Orbire
- Paralizie
- Paranoia
- Picioare reci
- Pierderea sensibilității
- Pleoape căzute
- Pleurezie
- Pubertate întârziată
- Pubertate precoce
- Puls asimetric
- Puls diminuat
- Puls neregulat
- Purpură
- Răgușeală
- Reacție alergică
- Reflux esofagian
- Respirație urât mirositoare
- Retardul mintal
- Retardul psihomotor
- Retenția urinară
- Rigiditate cervicală
- Roșeața feței
- Sângerări gingivale
- Scaunele acolice
- Scotomul
- Secreția a urechii
- Secreția nazală
- Sensibilitatea toracică
- Setea excesivă
- Sforăit
- Sindromul picioarelor neliniștite
- Sinucidere
- Spasm facial
- Spasticitatea
- Steatoreea
- Stridor
- Suflul cardiac
- Surditatea
- Telangiectazii
- Tenesme vezicale
- Testicul tumefiat
- Tinitus
- Tremurătură
- Tulburări de respirație
- Tumefacția articulară
- Tumefacție a scrotului
- Tuse
- Umflarea picioarelor
- Unghii sfărâmicioase
- Urină tulbure
- Urinare excesivă
- Urinări frecvente
- Vedere neclară
- Virilizare
- Vulvodinie
- Xeroftalmie
- Xerostomie